# 劉宗彝
劉 宗彝または劉 宗彜（りゅう そうい、1882年〈光緒8年〉7月 – 没年不明）は、清末・中華民国の官僚。1940年代に宗紀と改名した可能性がある。本文で後述するように、同時代の軍人・官僚にして冀東防共自治政府に参与した劉宗紀（湖北省出身）とは別人。また、同姓同名の「劉宗彝」という別人が福建省の軍人として存在する。

## 事績
清朝の挙人で、内閣中書法部員外郎をつとめた。中華民国成立後の1913年（民国2年）3月20日、劉宗彝は直隷省総務処民政科長に任命された。1916年（民国5年）6月14日、禁衛軍少大夫の位を授与され、1918年（民国7年）3月28日には財政部簡任職として存記された。1922年（民国11年）9月27日以降、農商部秘書、内務部秘書、京都市自治籌備処副処長、税務処憲政実施委員会委員を歴任した。
1924年（民国13年）11月19日、劉宗彝は農商部秘書を辞職した。その後は浙江軍部秘書長、淞滬警察顧問、北京燕冀中学校長、天津公安局・工務局秘書主任、などを歴任した。
王克敏が中国民国臨時政府を樹立すると、劉宗彝もこれに参加した。1938年（民国27年）4月1日、河北省公署（省長：高凌霨）参事に任命される。翌1939年（民国28年）3月9日に呉賛周が河北省長代理（後に署理）になると、同月14日に劉が河北省公署秘書長へ昇進して、呉の政務を補佐することになった。
中華民国臨時政府が汪兆銘政権に合流して華北政務委員会になっても、劉宗彝は河北省公署秘書長に重任された。1943年（民国32年）2月、劉は河北省公署秘書長を退いている。次いで北京特別市公署（市長：劉玉書）へ移り、秘書長兼社会局局長となった。なお、北京特別市公署時代には「劉宗紀」名が複数の刊行物で使用されており、この際に改名した可能性がある。
劉宗彝は1945年（民国34年）まで北京特別市公署の各職に就いていた模様だが、汪兆銘政権崩壊後の動向は不詳となっている。なお、劉が漢奸として摘発されたとの情報はない。